# 贺丹 (政协委员)
贺丹（？—），女，土家族，中华人民共和国政治人物。现任中国人口与发展研究中心主任，中国人口学会常务理事。第十三、十四届全国政协委员。